# الحدود التشادية السودانية

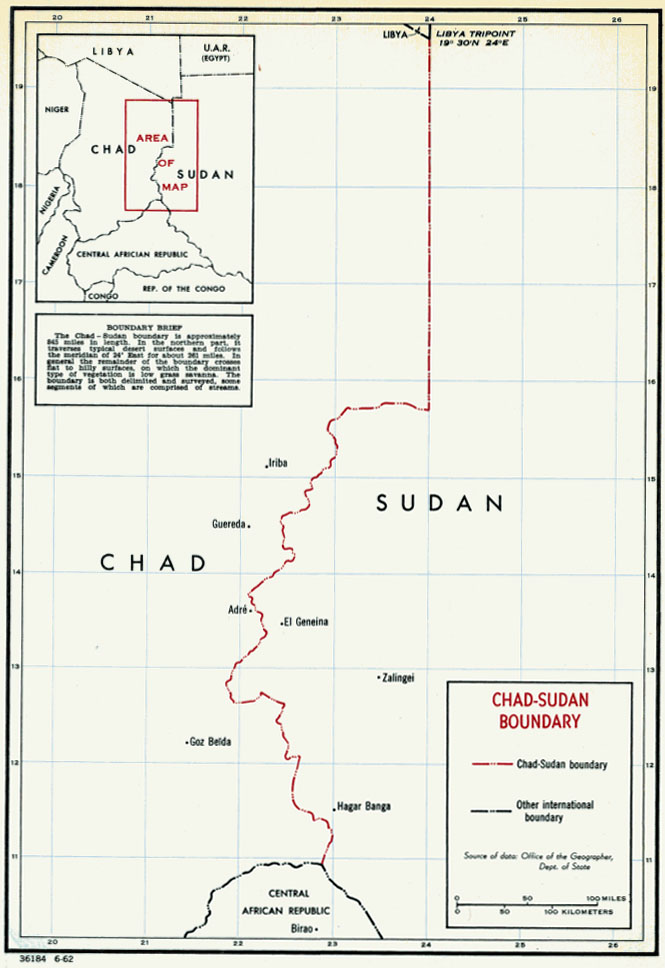
خريطة الحدود بين تشاد والسودان

الحدود التشادية السودانية التي يبلغ طولها 1403 كم (872 ميل) وتمتد من النقطة الثلاثية مع ليبيا في الشمال إلى النقطة الثلاثية مع جمهورية أفريقيا الوسطى في الجنوب.

## الوصف
تبدأ الحدود من الشمال عند النقطة الثلاثية مع ليبيا على خط طول 24° شرق، وتتبع الخط لمسافة 423 كم قبل الوصول إلى وادي حوار. تشكل الحدود بعد ذلك خطاً غير منتظم للغاية نزولاً إلى النقطة الثلاثية مع جمهورية إفريقيا الوسطى، وتحددها العديد من الجداول الصغيرة والتلال. تقع المنطقة الشمالية من الحدود داخل الصحراء الكبرى، وتمتد المناطق الوسطى داخل منطقة الساحل، وتتكون المناطق الواقعة إلى الجنوب من الأراضي العشبية والسافانا.

## التاريخ
ظهرت الحدود لأول مرة خلال التدافع على إفريقيا، وهي فترة من المنافسة الشديدة بين القوى الأوروبية في أواخر القرن التاسع عشر على الأراضي والنفوذ في إفريقيا. وبلغت العملية ذروتها في مؤتمر برلين عام 1884، حيث اتفقت الدول الأوروبية المعنية على مطالبها الإقليمية وقواعد الاشتباكات في المستقبل. نتيجة لهذا، سيطرت فرنسا على الوادي العلوي لنهر النيجر (أي ما يعادل تقريبًا مناطق مالي والنيجر الحديثة)، وكذلك الأراضي التي اكتشفها بيير سافورنيا دو برازا لفرنسا في وسط إفريقيا (ما يعادل تقريبًا الغابون وجمهورية الكونغو). من هذه القواعد، اكتشف الفرنسيون المزيد في الداخل، وربطوا في النهاية المنطقتين بعد بعثات أبريل 1900 التي التقت في قصور في أقصى شمال الكاميرون الحديثة. تم حكم هذه المناطق التي تم احتلالها حديثًا في البداية كأراضي عسكرية، مع تنظيم المنطقتين لاحقًا في المستعمرات الفيدرالية لغرب إفريقيا الفرنسي وإفريقيا الاستوائية الفرنسية. في غضون ذلك، غزا البريطانيون السودان في تسعينيات القرن التاسع عشر وأداروها مع مصر في السودان الإنجليزي المصري.

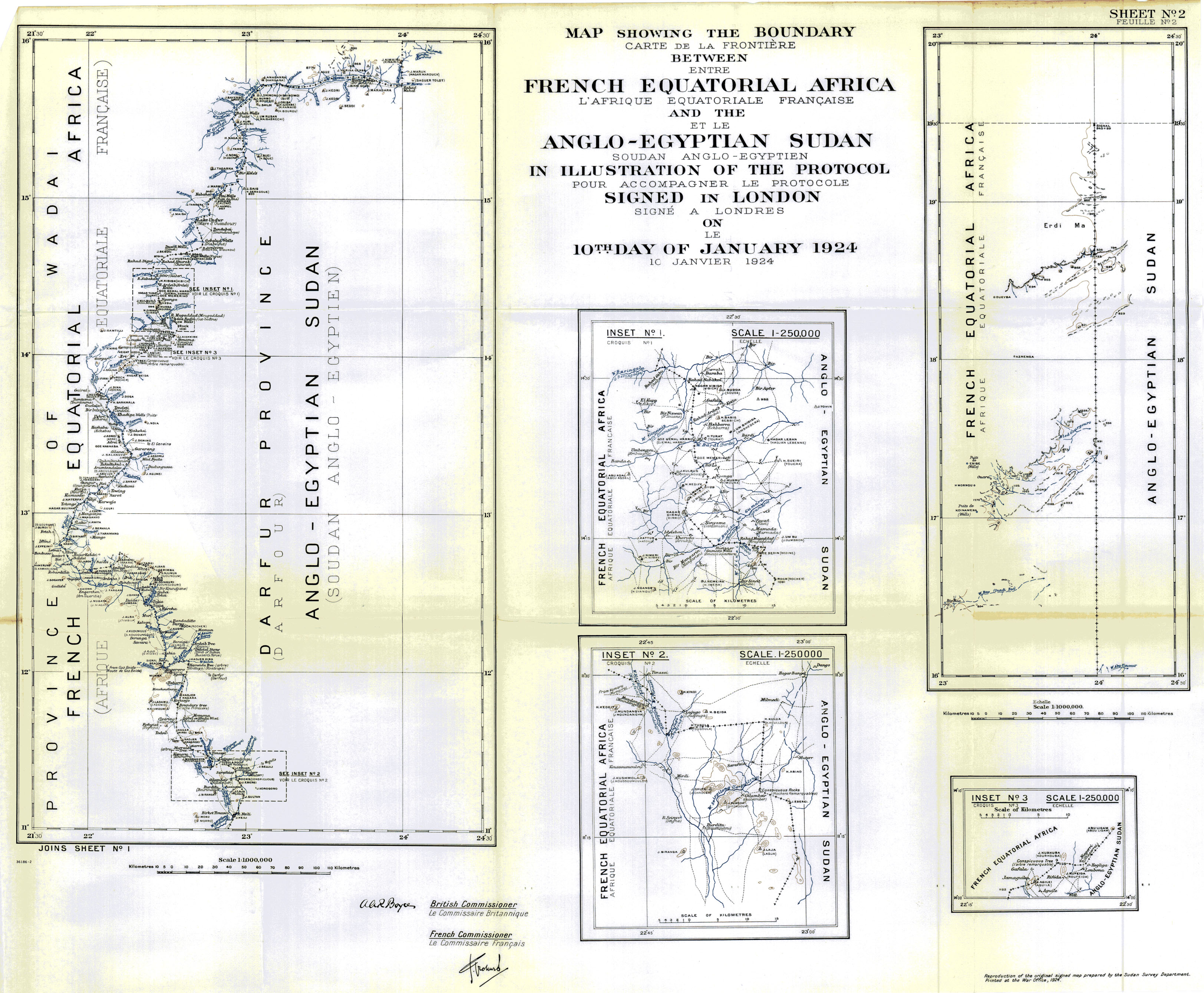
خريطة للحدود رسمت عام 1924 بعد الترسيم الكامل للحدود من قبل بريطانيا وفرنسا

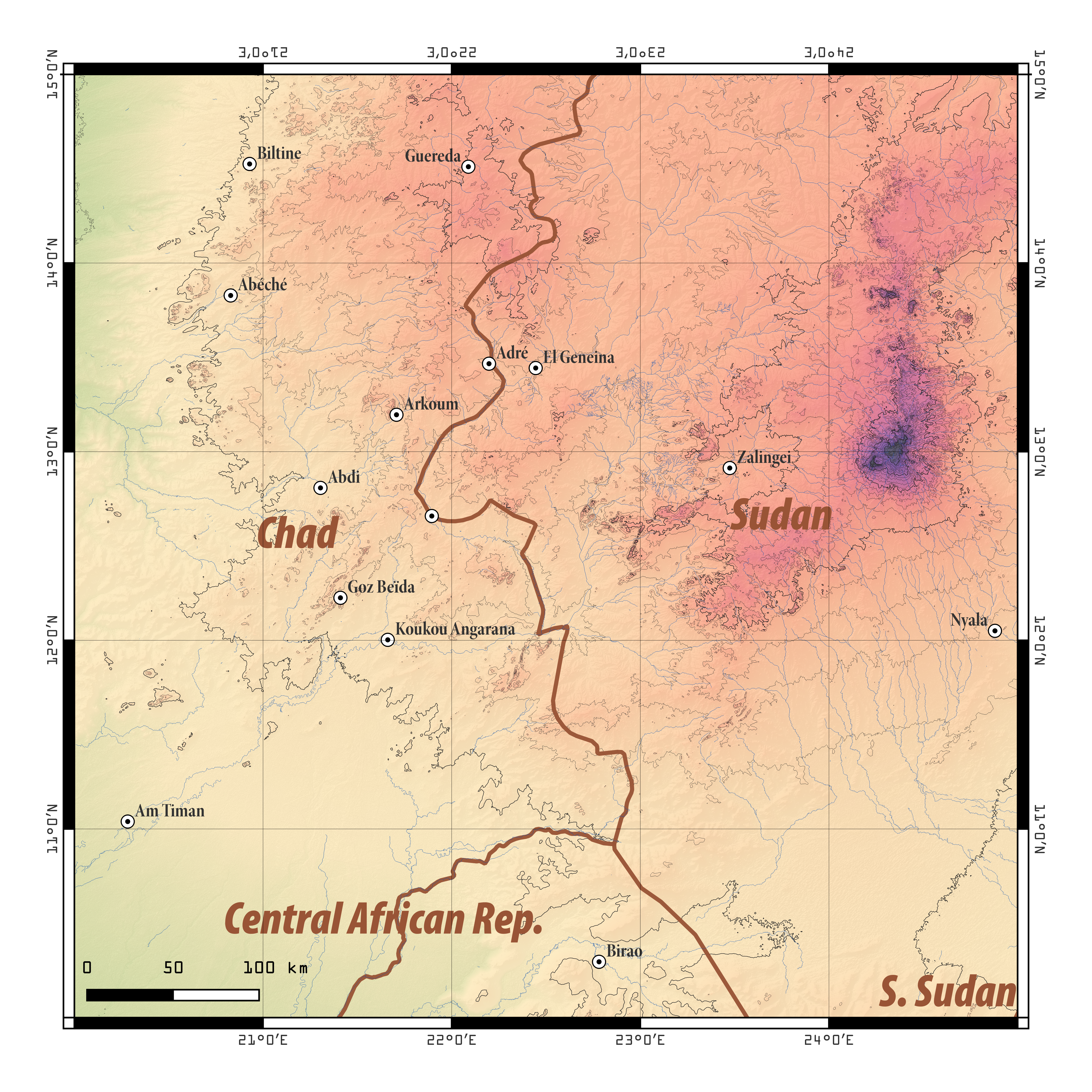
النقطة الثلاثية بين تشاد والسودان وجمهورية إفريقيا الوسطى

في 1898-1899 اتفقت بريطانيا وفرنسا على مناطق نفوذهما المتبادل في الثلث الشمالي من إفريقيا. لن يمتد النفوذ الفرنسي إلى أبعد من الخط المائل الممتد من تقاطع مدار السرطان وخط طول 16° شرق إلى خط طول 24° شرق، أي غالبية الحدود التشادية الليبية الحديثة. إلى الشرق، ستستمر الحدود جنوباً على طول خط طول 24 نزولاً إلى حدود سلطنة دارفور في محيط خط عرض 15° شمال، وعندها ستتبع تقريباً الحدود بين دارفور وسلطنة وادي. تم التأكيد على نقطة الالتقاء الدقيقة لخطي طول 16 و24 (أي النقطة الثلاثية الحديثة بين تشاد وليبيا والسودان) في الاتفاقية الأنجلو-فرنسية بتاريخ 8 سبتمبر 1919. تم ترسيم الحدود بين إفريقيا الاستوائية الفرنسية والسودان الإنجلو-مصري على الأرض من قبل اللجنة الأنجلو-فرنسية في 1921-1923 وتم التصديق على الحدود النهائية في 21 يناير 1924. في عام 1935 وقعت فرنسا وإيطاليا معاهدة من شأنها أن تمنح قطاع أوزو إلى ليبيا الإيطالية، وبالتالي تحولت النقطة الثلاثية إلى الجنوب، ولكن لم يتم التصديق على هذه المعاهدة أبدًا.
في 1 يناير 1956 أعلن السودان الأنجلو-مصري استقلاله باسم جمهورية السودان، تبعته تشاد لاحقًا في 11 أغسطس 1960 وأصبحت الحدود بعد ذلك حدودًا دولية بين دولتين مستقلتين. منذ ذلك الحين، كانت العلاقات بين الدولتين متوترة في كثير من الأحيان، حيث اتهمت كل منهما الأخرى بإيواء مجموعات متمردة يُسمح لها بعبور الحدود. على سبيل المثال، قدم السودان للجبهة الوطنية لتحرير تشاد الملاذ الآمن في غرب السودان خلال الحرب الأهلية التشادية (1965-1979)، ولاحقًا للحركة الوطنية للإنقاذ بزعامة الرئيس التشادي الحالي إدريس ديبي، الذي غزا تشاد من قاعدته في دارفور عام 1990 وأطاح بالرئيس حسين حبري في انقلاب 1990. تدهورت العلاقات بشكل مطرد في السنوات اللاحقة حيث أصبحت تشاد عالقة في الحرب في دارفور، مما أدى إلى عبور أعداد كبيرة من اللاجئين الحدود. في أعقاب هجوم على بلدة أدري الحدودية التشادية في عام 2005 من قبل التجمع من أجل الديمقراطية والحرية، اتهمت تشاد السودان علنًا بدعم الجماعة. أدت الحرب اللاحقة بالوكالة بين تشاد والسودان إلى العديد من التوغلات والقتال عبر الحدود، حتى تم ترتيب معاهدة سلام في عام 2010.

## مستوطنات بالقرب من الحدود

### تشاد
- بهائي
- تيريبا
- مايبا
- سوجوني
- غيريدا
- بيراك
- بالي
- أرديمي
- جوندو
- الكوة
- تومتوما
- بيسكي
- أدري
- أمجيريمي
- بوروتا
- أمبكالي
- جرجونو
- جوز مريم
- هيلكت
- كيرانا
- بير كانجي
- عم ليونة
- آدي
- المدوجة
- تشوتشومورو
- مادوينا
- مادوا
- نيارينيون
- أردي
- مونجورورو
- جباصور
- كديت
- بورتوتو
- نزلي

### السودان
- ليكويلا
- كارنوي
- تندوبية
- جرجيرة
- ميلميلي
- الجنينة
- مستيري
- الطبى النيبى
- بيدا
- شيرو كاسي
- حبيلة
- بانداديتو
- فورو بورونجا
- بابل
- تيماسي